# Nikołaj Gribaczow
Nikołaj Matwiejewicz Gribaczow (ros. Николай Матвеевич Грибачёв, ur. 6 grudnia?/19 grudnia 1910 we wsi Łopusz w guberni orłowskiej, zm. 10 marca 1992 w Moskwie) – radziecki pisarz, dziennikarz i polityk, Bohater Pracy Socjalistycznej (1974).

## Życiorys
Uczył się w technikum hydromelioracyjnym, później kierował działem redakcji gazety „Krasnaja Karielija”, 1934 był delegatem na I zjazd pisarzy ZSRR, 1935 opublikował pierwszą książkę „Siewiero-Zapad”. Od 1936 pracował w gazecie „Raboczyj put'” w Smoleńsku, 1937 opublikował poemat „Sud'ba”, 1938 poemat „Stiepan Jełagin”, a 1938 "Osada”. We wrześniu 1939 brał udział w agresji ZSRR na Polskę (przyłączenia tzw. Zachodniej Białorusi do ZSRR), a w latach 1939–1940 w wojnie z Finlandią, 1940 opublikował poemat „Widlica”. W 1941 studiował w Instytucie Literatury im. Gorkiego w Moskwie, po ataku Niemiec na ZSRR zgłosił się ochotniczo na front, 1942 ukończył kursy doskonalenia kadry dowódczej przy leningradzkiej wojskowej szkole inżynieryjnej, był dowódcą plutonu batalionu saperów i inżynierem dywizyjnym. Uczestnik bitwy pod Moskwą, walk o Don, Stalingrad, Donbas, Warszawę, Pragę i Berlin. Od 1943 należał do WKP(b), był specjalnym korespondentem gazet frontowych „Bojewoj towariszcz” i „Stalinskoje znamia”, gdzie opublikował swoje dzieło literackie „Rossija”, po 1945 pracował w gazecie Południowej Grupy Wojsk „Sowietskij woin”, 1947 opublikował książkę Kołchoz Bolszewik, a w 1948 w Wiesna w Pobiedie, 1950–1954 i 1956–1991 był redaktorem naczelnym pisma „Sowietskij Sojuz”. Jednocześnie w latach 1959–1991 był sekretarzem zarządu Związku Pisarzy ZSRR, 1961–1990 zastępcą członka KC KPZR, a od 25 marca 1980 do 16 marca 1990 przewodniczącym Rady Najwyższej RFSRR.
Pochowany na Cmentarzu Trojekurowskim.

## Odznaczenia i nagrody
- Medal Sierp i Młot Bohatera Pracy Socjalistycznej (27 września 1974)
- Order Lenina (dwukrotnie)
- Order Rewolucji Październikowej
- Order Czerwonego Sztandaru
- Order Czerwonej Gwiazdy
- Nagroda Stalinowska I stopnia (1948)
- Nagroda Stalinowska II stopnia (1949)
- Nagroda Leninowska (1960)

I medale.
- Order Wojny Ojczyźnianej I klasy

## Scenariusze filmowe
- 1974: Jak zając Szaraczek zaprzyjaźnił się ze źródełkiem[2]

## Biblioteka
- http://www.warheroes.ru/hero/hero.asp?Hero_id=13225 (ros.)
- http://www.az-libr.ru/index.htm?Persons&3G8/3b6059eb/index (ros.)